# Wladimir Nikolajewitsch Tschernjajew
Wladimir Nikolajewitsch Tschernjajew (russisch Черняев, Владимир Николаевич; * 21. August 1958 in Alma-Ata) ist ein ehemaliger kasachisch-sowjetischer Skispringer.

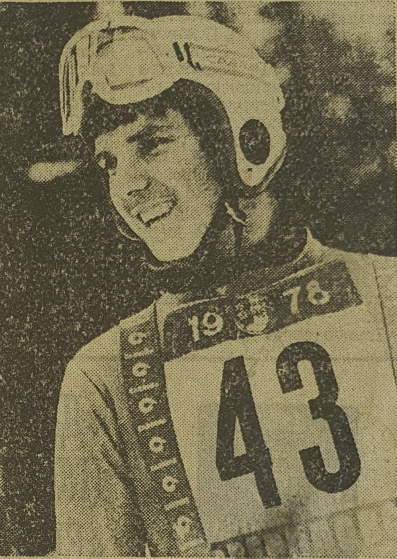
Wladimir Tschernjajew 1978

Wladimir Tschernjajew sprang ab 1977 jährlich im Rahmen der Vierschanzentournee. Am 30. Dezember 1979 gab er beim Eröffnungsspringen in Oberstdorf sein Debüt im Skisprung-Weltcup. In seinen ersten Jahren in der Tournee und auch im ersten Weltcup-Jahr blieb er jedoch erfolglos und konnte erst im Januar 1981 in Harrachov, Liberec und St. Moritz unter die besten Zehn springen und damit Weltcup-Punkte gewinnen. In Liberec erreichte er mit Platz 6 zudem das höchste Resultat seiner Karriere. Nachdem er auch zum Saisonende in Falun unter die besten zehn sprang, beendete er die Saison 1980/81 am Ende auf dem 24. Platz in der Weltcup-Gesamtwertung. In den folgenden drei Jahren blieben große Erfolge jedoch erneut aus. Lediglich bei der Nordischen Skiweltmeisterschaft 1982 in Oslo konnte er nach einem enttäuschenden 52. Platz von der Normalschanze mit Platz 13 von der Großschanze noch einmal auf sich aufmerksam machen. Nachdem er diesen Erfolg aber nicht wiederholen konnte, beendete Tschernjajew nach Abschluss der Vierschanzentournee 1983/84 seine aktive Skisprungkarriere.